# Diaporthe ryckholtii
Diaporthe ryckholtii är en svampart som först beskrevs av Westend., och fick sitt nu gällande namn av Nitschke 1870. Diaporthe ryckholtii ingår i släktet Diaporthe och familjen Diaporthaceae.   Inga underarter finns listade i Catalogue of Life.